# Vochysia laxiflora
Vochysia laxiflora är en tvåhjärtbladig växtart som beskrevs av Stafleu. Vochysia laxiflora ingår i släktet Vochysia och familjen Vochysiaceae. Inga underarter finns listade i Catalogue of Life.